# Aconia Fabia Paulina

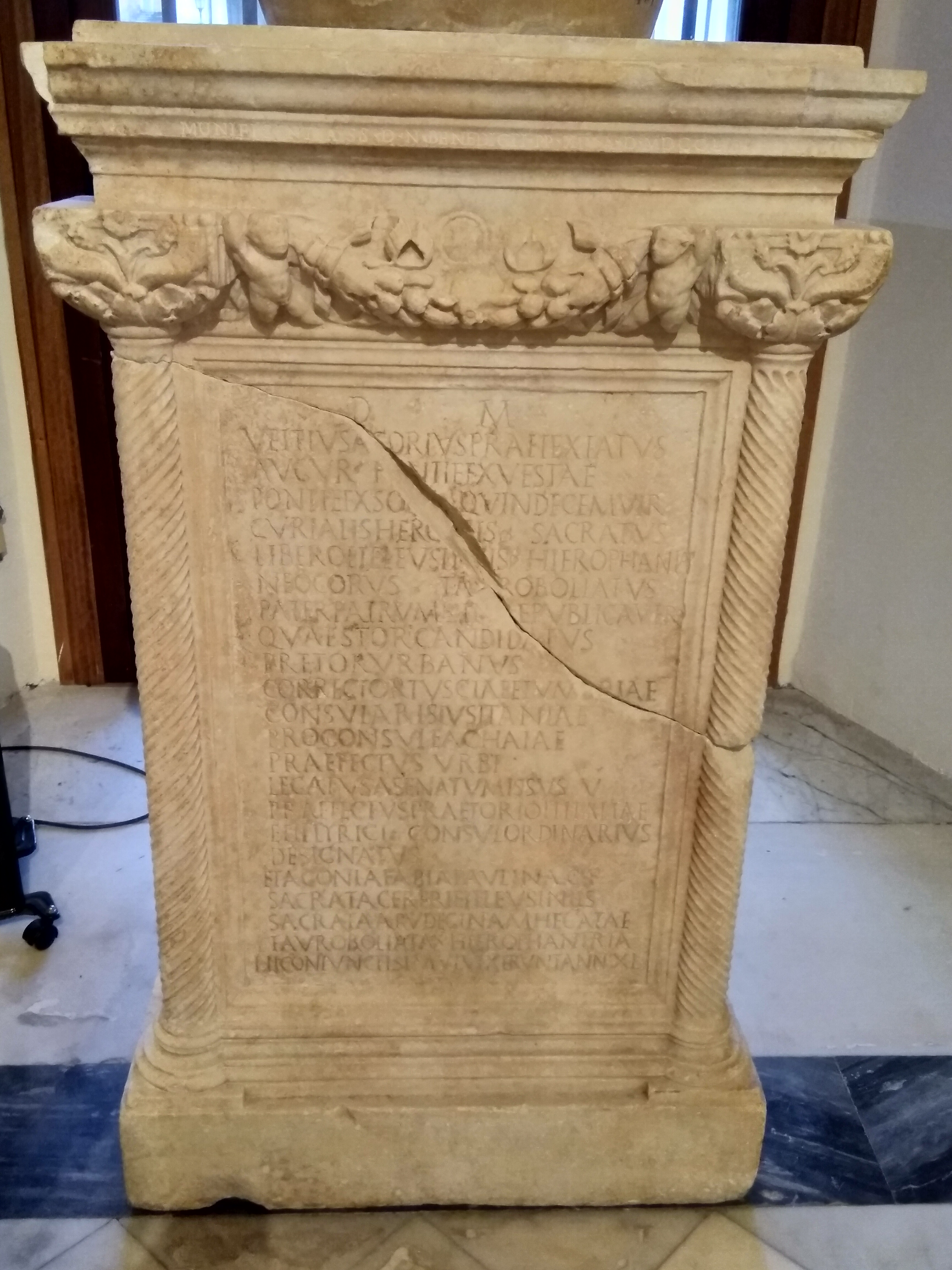
Ara funebre di Vettio Agorio Pretestato e di sua moglie Aconia Fabia Paulina.

Aconia Fabia Paulina (... – 384 circa) è stata una nobildonna romana e un'importante esponente del Paganesimo in un'epoca in cui l'Impero romano si stava convertendo al Cristianesimo.

## Biografia
Figlia di Fabio Aconio Catullino Filomazio, praefectus urbi nel 342–344 e console nel 349, Paulina sposò nel 344 Vettio Agorio Pretestato, un importante funzionario imperiale e membro di diversi collegi pagani. Paolina stessa venne iniziata ai misteri eleusini, ai misteri lernici di Dioniso e Demetra, oltre che al culto di Cerere, Ecate, di cui era ierofante, Magna Mater, come tauroboliata, e di Isis, probabilmente nel periodo in cui fu in Grecia insieme al marito là Proconsole di Acaia.
Pretestato e Paulina avevano una domus sull'Esquilino, a (Roma), nella zona tra via Merulana e via dell'Arco di San Vito, nei pressi dell'attuale Palazzo Brancaccio. I giardini che circondavano l'abitazione, gli Horti Vettiani, si estendevano fino all'attuale stazione ferroviaria di Roma Termini. I ritrovamenti archeologici effettuati in questa area hanno riportato alla luce diverse evidenze riconducibili alla famiglia di Pretestato. Oltre ad alcuni tratti di fistulae aquariae vi è la base di una statua recante la dedica a Celia Concordia, ultima o penultima sacerdotessa di Vesta. Clelia aveva innalzato una statua a Pretestato dopo la sua morte (384): in cambio, Paulina le dedicò a sua volta una statua, con la dedica:
(CIL VI, 2145)
Sulla base di un monumento funebre dedicato a Pretestato, sono incisi il cursus honorum del marito di Paulina, due dediche di Pretestato alla moglie e un poema di Paulina dedicato al marito e al loro amore coniugale, forse una derivazione dell'orazione funebre declamata da Paulina per il funerale del marito.
Paulina morì poco tempo dopo il marito.

### Fonti primarie
- CIL VI, 1779
- CIL VI, 1780
- CIL VI, 2145

### Fonti secondarie
- Rodolfo Lanciani,  Ancient Rome in the Light of Recent Discoveries, Boston e New York, Houghton & Mifflin, 1898, pp. 169–170. Riportato da LacusCurtius
- Maijastina Kahlos,  "Paulina and the Death of Praetextatus". URL consultato il 31 dicembre 2019 (archiviato dall'url originale il 24 ottobre 2007), Arduum res gestas scribere
- Jane Stevenson, Women Latin Poets: Language, Gender and Authority from Antiquity to the Eighteenth Century, Oxford University Press, 2005, pp. 71–72. ISBN 0198185022  estratto.
- Bill Thayer,  "Honorific Inscription of Vettius Agorius Praetextatus", Lacus Curtius

### Monografie
- Maijastina Kahlos, "Vettius Agorius Praetextatus. A senatorial life in between", Acta Instituti Romani Finlandiae n. 26, Roma 2002. ISBN 952-532305-6